# Manilla (Indiana)
Manilla es un lugar designado por el censo ubicado en el condado de Rush en el estado estadounidense de Indiana. En el Censo de 2010 tenía una población de 267 habitantes y una densidad poblacional de 456,15 personas por km².

## Geografía
Manilla se encuentra ubicado en las coordenadas 39°34′22″N 85°37′19″O / 39.57278, -85.62194. Según la Oficina del Censo de los Estados Unidos, Manilla tiene una superficie total de 0.59 km², de la cual 0.59 km² corresponden a tierra firme y (0%) 0 km² es agua.

## Demografía
Según el censo de 2010, había 267 personas residiendo en Manilla. La densidad de población era de 456,15 hab./km². De los 267 habitantes, Manilla estaba compuesto por el 96.25% blancos, el 0% eran afroamericanos, el 0.37% eran amerindios, el 1.12% eran asiáticos, el 0% eran isleños del Pacífico, el 1.87% eran de otras razas y el 0.37% pertenecían a dos o más razas. Del total de la población el 2.62% eran hispanos o latinos de cualquier raza.